# Alseseca, Huauchinango
Alseseca är en ort i Mexiko.   Den ligger i kommunen Huauchinango och delstaten Puebla, i den sydöstra delen av landet, 140 km nordost om huvudstaden Mexico City. Alseseca ligger 1 505 meter över havet och antalet invånare är 284.
Terrängen runt Alseseca är kuperad åt sydost, men åt nordväst är den bergig. Runt Alseseca är det ganska tätbefolkat, med 192 invånare per kvadratkilometer. Närmaste större samhälle är Huauchinango, 6,5 km söder om Alseseca. I omgivningarna runt Alseseca växer i huvudsak blandskog.